# Лю Цзиньдэ, Павел
Павел Лю Цзиньдэ  (кит.  劉進德 保祿, 1821 г., провинция Хэбэй, Китай — 13.07.1900 г., там же) — святой Римско-Католической Церкви, мученик.

## Биография
Павел Лю Цзиньдэ родился в 1821 году в католической семье. В 1899—1900 гг., когда в Китае вспыхнуло Ихэтуаньское восстание боксеров, которые жестоко преследовали христиан, многие католики скрывали свою веру, чтобы не погибнуть. Павел Лю Цзиньдэ открыто исповедовал христианство, за что был убит вместе со своим сыном повстанцами 13 июля 1900 года.

## Прославление
Павел Лю Цзиньдэ был беатифицирован 17 апреля 1955 года Римским Папой Пием XII и канонизирован 1 октября 2000 года Римским Папой Иоанном Павлом II вместе с группой 120 китайских мучеников.
День памяти в Католической Церкви — 9 июля.

## Источник
- George G. Christian OP, Augustine Zhao Rong and Companions, Martyrs of China, 2005, стр. 91  (англ.)